# أبو حريق
أبو حريق قرية تتبع منطقة سلمية في محافظة حماة في سورية.